# Penthéréaz
Penthéréaz ist eine politische Gemeinde im Distrikt Gros-de-Vaud des Kantons Waadt in der Schweiz.

## Geographie
Penthéréaz liegt auf 624 m ü. M., 5 km nordnordwestlich von Echallens und 18 km nördlich der Kantonshauptstadt Lausanne (Luftlinie). Das Haufendorf erstreckt sich auf der breiten Hochfläche des nördlichen Gros de Vaud, östlich der Orbeebene, im Waadtländer Mittelland.
Die Fläche des 5,7 km² grossen Gemeindegebiets umfasst einen Abschnitt des nördlichen Gros de Vaud, der Kornkammer des Kantons Waadt. Der Hauptteil des Gebietes wird vom rund 2 km breiten Hochplateau von Penthéréaz eingenommen, das mit 636 m ü. M. auf der Kuppe des Pierramont seine höchste Erhebung erreicht. Das Plateau wird im Osten vom Tal des Buron begrenzt. Im Nordosten umfasst der Gemeindeboden das ausgedehnte Waldgebiet Bois de Buron. In diesem Wald befindet sich das Naturschutz- und Amphibienlaichgebiet Étang de Buron Les Biolles. Nach Nordwesten fällt das Plateau allmählich gegen die Orbeebene ab und wird von mehreren Quellbächen des Ruisseau de Sadaz entwässert. Die nördliche Gemeindegrenze verläuft entlang des Waldrandes des Bois Désert. Nach Westen erstreckt sich das Gebiet über das Tälchen von Cuénet bis zum Flusslauf des Talent, der hier tief in die Molasseschichten des Gros de Vaud eingeschnitten ist. Von der Gemeindefläche entfielen 1997 4 % auf Siedlungen, 31 % auf Wald und Gehölze und 65 % auf Landwirtschaft.
Zu Penthéréaz gehören der Weiler Champ de Vaud (602 m ü. M.) am westlichen Talhang des Buron und mehrere Einzelhöfe. Die Nachbargemeinden von Penthéréaz sind im Osten Vuarrens, im Südosten Villars-le-Terroir, im Süden Goumoëns, im Westen Bavois, im Norden Chavornay.

## Bevölkerung
Mit 438 Einwohnern (Stand 31. Dezember 2023) gehört Penthéréaz zu den kleinen Gemeinden des Kantons Waadt. Von den Bewohnern sind 95,0 % französischsprachig, 2,1 % deutschsprachig und 1,8 % portugiesischsprachig (Stand 2000). Die Bevölkerungszahl von Penthéréaz belief sich 1900 auf 279 Einwohner. Nachdem die Bevölkerung bis 1980 auf 212 Personen abgenommen hatte, wurde wieder eine deutliche Bevölkerungszunahme verzeichnet.

## Wirtschaft
Penthéréaz war bis in die zweite Hälfte des 20. Jahrhunderts ein vorwiegend durch die Landwirtschaft geprägtes Dorf. Noch heute haben der Ackerbau (insbesondere Endivienkulturen), der Obstbau und die Viehzucht eine wichtige Bedeutung in der Erwerbsstruktur der Bevölkerung. Weitere Arbeitsplätze gibt es im lokalen Kleingewerbe und im Dienstleistungssektor. In den letzten Jahrzehnten hat sich das Dorf zu einer Wohngemeinde entwickelt. Viele Erwerbstätige sind deshalb Wegpendler, die hauptsächlich in Orbe und im Raum Yverdon arbeiten.

## Verkehr
Die Gemeinde ist verkehrstechnisch recht gut erschlossen, obwohl sie abseits grösserer Durchgangsstrassen an einer Verbindungsstrasse von Echallens nach Chavornay liegt. Der Autobahnanschluss Chavornay an der 1981 eröffneten A1 (Lausanne-Yverdon) ist rund 4 km vom Ortskern entfernt. Durch einen Postautokurs, der von Echallens nach Chavornay verkehrt, ist Penthéréaz an das Netz des öffentlichen Verkehrs angebunden.

## Geschichte
Die erste urkundliche Erwähnung des Ortes erfolgte 1141 unter dem Namen Panterea. Später erschienen zahlreiche weitere Schreibweisen: Pantheroia (1154), Pantereya (1177), Panteraja (1226), Panthereya (1291), Pentherea (1403) und Panthereaz (1453). Der Ortsname geht wahrscheinlich auf das altfranzösische Wort pantiere (Netz zum Einfangen von Vögeln) zurück.
Seit dem Mittelalter gehörte Penthéréaz zur Herrschaft Echallens. Nach den Burgunderkriegen kam das Dorf 1476 an die Vogtei Orbe-Echallens, die unter der gemeinen Herrschaft von Bern und Freiburg stand. Die Dorfbevölkerung entschied sich 1619 für die protestantische Glaubensrichtung. In der Folge konnten die Katholiken zunächst in Penthéréaz wohnen bleiben, wurden aber 1675, nachdem ihre Zahl zugenommen hatte, durch eine Intervention von Bern des Dorfes verwiesen. Nach dem Zusammenbruch des Ancien Régime gehörte Penthéréaz von 1798 bis 1803 während der Helvetik zum Kanton Léman, der anschliessend mit der Inkraftsetzung der Mediationsverfassung im Kanton Waadt aufging. 1798 wurde es dem Bezirk Echallens zugeteilt.

## Sehenswürdigkeiten
Penthéréaz besitzt eine bemerkenswerte alte Kirche, deren Ursprung auf das 12. Jahrhundert zurückgeht. Zu dieser Zeit unterstand die Kirche der Abtei Montbenoît in Frankreich. Das Gotteshaus wurde mehrfach restauriert und umgestaltet; der heutige Glockenturm entstand 1771. Die Kirche steht heute unter Denkmalschutz. Im Ortskern sind einige charakteristische Bauernhäuser aus dem 17. bis 19. Jahrhundert erhalten, darunter ein typisches Bernerhaus (um 1700).